# MOS 6509
Il MOS 6509 era un microprocessore prodotto da MOS Technology come versione migliorata del popolare MOS 6502: rispetto a quest'ultimo aveva 4 pin aggiuntivi grazie ai quali era capace, ricorrendo alla tecnica nota come bank switching, di selezionare 16 differenti banchi di memoria da 64 kB l'uno, potendo indirizzare fino ad un massimo di 1 MB memoria. Anche se altri processori della famiglia MOS 65xx, come il MOS 7501, erano in grado di gestire il bank switching, questi lo facevano tramite una linea di I/O addizionale con cui selezionare il banco di memoria: il 6509 gestiva invece il cambio di banchi direttamente con il bus indirizzi.
Il 6509 non si diffuse mai molto a causa della maggior complessità di programmazione del chip data dalla gestione del bank switching. Fu usato solamente nella poco diffusa linea di computer Commodore CBM-II.